# 胡培滋
胡培滋（？—？），浙江人，清朝官員。

## 生平
胡培滋於1883年（光緒9年）接替祁徵祥，於台灣擔任台灣府台灣縣知縣。管轄約今台灣南部之嘉義縣、嘉義市、台南市全境及高雄市部份區域。該區域面積約為4500平方公里，也是清治時期台灣島之漢人集中地所在。